# Freden
Freden est une municipalité allemande du land de Basse-Saxe et l'arrondissement de Hildesheim.

## Personnalités liées à la ville
- Sophie de Winzenbourg (1105-1160), margravine de Brandebourg, née à Winzenbourg.